# René Vydarený
René Vydarený (ur. 6 maja 1981 w Bratysławie) – słowacki hokeista, reprezentant Słowacji, olimpijczyk.

## Kariera
- HK Trnava (1998-1999)
- Rimouski Océanic (1999-2000)
- Kansas City Blades (2000-2001)
- Manitoba Moose (2001-2004)
  -  Columbia Inferno (2002)
- Hamilton Bulldogs (2004)
- Slovan Bratysława (2004-2005)
- HC Czeskie Budziejowice (2005-2009)
- Sparta Praga (2009-2010)
- HC Czeskie Budziejowice (2010-2013)
- Mountfield Hradec Králové (2013-2018)
- HC Czeskie Budziejowice (2018-2021)

Wychowanek klubu Slovana Bratysława. Od 2005 zawodnik HC Czeskie Budziejowice. W kwietniu 2013 przedłużył umowę z klubem. Od 2013 zawodnik klubu następczego przeniesionego do Hradec Králové. 31 grudnia 2013 przedłużył kontrakt z klubem o dwa lata. Od maja 2018 ponownie zawodnik Czeskich Budziejowic. W marcu 2021 ogłosił zakończenie kariery zawodniczej po sezonie 2020/2021.
Uczestniczył w turniejach mistrzostw świata w 2005, 2006, 2008, 2009, 2012, 2013 oraz zimowych igrzysk olimpijskich 2014.

## Sukcesy
Reprezentacyjne
- Brązowy medal mistrzostw świata juniorów do lat 18: 1999
- Srebrny medal mistrzostw świata: 2012

Klubowe
- Trophée Jean Rougeau: 2000 z Océanic de Rimouski
- Coupe du Président – mistrzostwo QMJHL: 2000 z Océanic de Rimouski
- Memorial Cup – mistrzostwo CHL: 2000 z Océanic de Rimouski
- Złoty medal mistrzostw Słowacji: 2005 ze Slovanem Bratysława
- Brązowy medal mistrzostw Czech: 2008 z Czeskimi Budziejowicami, 2017 z Mountfield HK

Indywidualne
- Ekstraliga słowacka w hokeju na lodzie (2004/2005) : skład gwiazd sezonu